# 新亚雷奇夫
新亚雷奇夫（羅馬化：Novyi Yarychiv）是烏克蘭西部利维夫州利维夫区新亚雷奇夫市镇内的市級鎮，及同名市镇的行政中心，處於亞雷奇夫卡河畔，始建於1370年，海拔高度222米，2011年人口2,904。